# Michel Chapuis (Organist)
Michel Chapuis (* 15. Januar 1930 in Dole; † 12. November 2017 ebenda) war ein französischer Organist.

## Leben und Wirken
Michel Chapuis wuchs in einer atheistischen Familie auf, sein Vater war Lehrer. Als Achtjähriger hörte er die Riepp-Orgel an der Pfarrkirche seiner Heimatstadt. Im Alter von neun Jahren übernahm er als Autodidakt den sonntäglichen Orgeldienst. 1943 nahm er Klavierstunden bei Emile Poillot in Dijon und begann 1945 ein Orgelstudium bei Jeanne Marguillard, einer ehemaligen Schülerin von Louis Vierne und Organistin an der Kirche Sainte-Madeleine in Besançon.
Ab 1946 nahm Michel Chapuis in Paris an den Kursen von Édouard Souberbielle an der École César Franck teil. 1950 wurde er Schüler von Marcel Dupré am Pariser Konservatorium. Bereits 1951 errang er den ersten Preis in den Fächern Orgel und Improvisation. Er wurde Organist an Saint-Germain-l’Auxerrois, Saint-Nicolas-des-Champs, 1964 an der von Alfred Kern restaurierten Orgel von Saint-Séverin, dann an der Chororgel von Notre-Dame de Paris und 1995 an der historischen Orgel von Schloss Versailles. Seit 1956 lehrte er an den Konservatorien von Straßburg und Besançon, von 1986 bis 1995 als Professor am Conservatoire de Paris. Er hielt Orgelakademien in ganz Europa, den USA und Japan.
Als Organist widmete sich Chapuis besonders der deutschen und französischen Musik des 17. und 18. Jahrhunderts. Er spielte Aufnahmen der Werke von Johann Sebastian Bach, Dietrich Buxtehude, François und Louis Couperin, Nicolas de Grigny, Jean Titelouze, Jean-François Dandrieu, Louis-Nicolas Clérambault und Louis-Claude Daquin ein. Als Mitglied der Commission supérieure des Monuments historiques seit 1967 setzte er sich für die Erhaltung und Rekonstruktion historischer Orgeln ein.